# Primož Čerin
Primož Čerin (né le 31 mai 1962 à Ljubljana) est un coureur cycliste yougoslave. Il a participé aux Jeux olympiques de 1984 à Los Angeles, où il a pris la 35e place de la course en ligne et la neuvième du contre-la-montre par équipes. Professionnel de 1986 à 1990 dans des équipes italiennes, il est considéré comme le premier « coureur de l'Est » à avoir pris part au Tour de France, en 1986.

## Palmarès
- 1981
  -  Champion de Yougoslavie sur route
  - 2e du Gran Premio Capodarco
- 1982
  -  Champion de Yougoslavie sur route
- 1983
  - 7e étape du Tour d'Autriche
  - Tour de Yougoslavie
  - 2e du Gran Premio Capodarco
  - 2e du Trofeo Zssdi
- 1984
  - Jadranska Magistrala
  - 2e du Tour de Yougoslavie
  - 2e du Trofeo Zssdi
  - 2e du championnat de Yougoslavie sur route
- 1985
  - Trofeo Alcide Degasperi
  - 7e étape du Tour d'Autriche
  - Tour de Vénétie et des Dolomites
  - 2e du Tour des régions italiennes
  - 2e du Trofeo Zssdi
  - 3e du Tour d'Autriche
  - 3e de Vicence-Bionde
- 1986
  - 3e du Tour du Trentin

## Résultats sur les grands tours

### Tour de France
2 participations
- 1986 : 32e
- 1989 : 40e

### Tour d'Italie
3 participations
- 1986 : 19e
- 1987 : abandon
- 1988 : abandon

### Tour d'Espagne
2 participations
- 1988 : abandon
- 1989 : 93e